# Arin Wright
Arin Wright (nacida como Arin Gilliland; Lexington, Kentucky, Estados Unidos; 25 de diciembre de 1992) es una futbolista estadounidense. Juega como defensora en Chicago Red Stars de la National Women's Soccer League. Jugó a nivel colegial en Kentucky Wildcats. Chicago Red Stars adquirió a Wright en 2014 y la cedió a préstamo al Newcastle Jets en 2016.

## Trayectoria

### Kentucky Wildcats
Wright jugó para Kentucky Wildcats de 2011 a 2014, siendo finalista en el concurso de atleta femenina del año de ESPN, jugadora defensiva del año de la SEC, ganadora del primer premio de All-SEC, ganadora de HONDA 2014 y finalista del Premio MAC Hermann. Durante sus cuatro años jugando para Wildcats, Wright jugó más de 7.000 minutos, marcó 30 goles y proporcionó 25 asistencias. Estableció un nuevo récord en Wildcat al marcar ocho goles ganadores de juegos.

### Chicago Red Stars
Chicago Red Stars adquirió a Wright junto con un lugar en la lista internacional para las temporadas 2014 y 2015, a cambio de la defensora Amy LePeilbet. En su primera temporada, jugó 19 juegos para el equipo, siendo titular en 17, para un total de 1533 minutos aportando dos asistencias.

## Estadísticas

### Clubes
| Club                      | País           | Año             |
| ------------------------- | -------------- | --------------- |
| Ottawa Fury Women         | Estados Unidos | ¿? - 2014       |
| Chicago Red Stars         | Estados Unidos | 2015 - presente |
| Newcastle Jets (préstamo) | Australia      | 2016 - 2019     |